# سان-مارتان-دو-بافيل
سان-مارتان-دو-بافيل (بالفرنسية: Saint-Martin-de-Bavel)‏ هي بلدية فرنسية تقع في إقليم الآن في فرنسا. رمز إنسي لها هو:1372. أما الرمز البريدي لها فهو: 1510.